# Дисульфид стронция
Дисульфид стронция — бинарное неорганическое соединение 
стронция и серы
с формулой SrS2,
бледно-зелёные кристаллы.

## Получение
- Нагревание смеси чистых веществ под давлением:

{\displaystyle {\mathsf {Sr+2S\ {\xrightarrow {T,P}}\ SrS_{2}}}}

## Физические свойства
Дисульфид стронция образует бледно-зелёные кристаллы
тетрагональной сингонии, пространственная группа I 4/mcm, параметры ячейки a = 0,6095 нм, c = 0,7616 нм, Z = 4
.